# Leontodon pyrenaicus
Espèce
Classification phylogénétique
Le Liondent des Pyrénées (Leontodon pyrenaicus) est une espèce de plante à fleurs de la famille des Asteraceae et du genre Leontodon.

## Dénomination
Le Liondent des Pyrénées se nomme Leòntodon pirinenc en catalan et Pyrenaeen-Löwenzahn en Allemand.

## Synonymie
Leontodon pyrenaicus Gouan, a pour synonymes 
- Apargia autumnalis (L.) Hoffm. var. gouanii Gaudin
- Apargia media Host
- Leontodon pyrenaicus Gouan var. gouanii Chabert
- Scorzoneroides pyrenaica (Gouan) Holub.

## Sous-espèces
Leontodon pyrenaicus se divise en trois sous-espèces à aires de répartition distinctes :
- Leontodon pyrenaicus subsp. cantabricus présent en Cantabrique
- Leontodon pyrenaicus subsp. helveticus présent dans les Alpes et les Balkans
- Leontodon pyrenaicus subsp. pyrenaicus présent dans les  Pyrénées

## Description
C'est une plante herbacée vivace qui n'atteint que 10 à 30 cm de haut.
Les feuilles toutes radicales (venant de la base), nettement pétiolées, sont oblongues lisses ou un peu velues.
Les fleurs sont jaunes. 

## Habitat
Le Liondent des Pyrénées est une plante des pâturages de montagne.

## Répartition
Le Liondent des Pyrénées est présent en Europe centrale et en Suisse.
En France métropolitaine, le Liondent des Pyrénées est présent dans trois départements d'Alsace, huit dans le Massif Central et à l'est de celui-ci et six dans les Pyrénées.
Suivant d'autres sources, il serait aussi présent dans l'ensemble des départements alpins de façon continue depuis le Massif central.
Cela montre une forte régression au cours des âges car il a été présent depuis le paléolithique et des stations ont été retrouvées sur l'ensemble de la France métropolitaine.